# 帕特里克·麦肯罗
帕特里克·麦肯罗（英語：Patrick McEnroe，1966年7月1日—），生于纽约州，常被稱為小麦肯罗，已退役的美國男子網球運動員，他是约翰·麦肯罗的弟弟。他曾获得法国网球公开赛男子双打冠军。他也曾参加1987年泛美运动会。